# گیلاه اوبا
گیلاه‌اوبا (به ترکی آذربایجانی: Gilahoba) یک منطقه مسکونی در جمهوری آذربایجان است که در شهرستان قوسار واقع شده‌است. گیلاه‌اوبا ۵۰۴ نفر جمعیت دارد.